# Deutsche Freie-Partie-Meisterschaft 2013/14

Veranstaltungsort: Bad Wildungen

Die Deutsche Freie-Partie-Meisterschaft 2013/14 ist eine Billard-Turnierserie und fand vom 19. bis zum 27. Oktober 2013 in Bad Wildungen
zum 46. Mal statt.

## Geschichte
Mit einer persönlichen Bestleistung von 150,00 GD gewann Sven Daske seinen fünften Freie-Partie-Titel. Im Finale gegen Thomas Berger brauchte er diesmal aber zwei Aufnahmen für sein 300:0-Sieg. Dieter Steinberger und Uwe Matuszak, der seine erste DM-Medaille in der Freien Partie gewann, wurden gemeinsam Dritte.
Die Ergebnisse sind aus eigenen Unterlagen. Ergänzt wurden Informationen aus der österreichischen Billard-Zeitung Billard.

## Modus
Gespielt wurden zwei Vorrundengruppen à vier Spieler im Round-Robin-Modus bis 300 Punkte oder 15 Aufnahmen. Die zwei Gruppenbesten kamen ins Halbfinale und spielten den Sieger aus
Die Endplatzierung ergab sich aus folgenden Kriterien:
1. Matchpunkte
2. Generaldurchschnitt (GD)
3. Höchstserie (HS)

## Teilnehmer
1. Sven Daske (Schiffweiler), Titelverteidiger
2. Thomas Berger (Wiesbaden)
3. Christian Jansen (Gelsenkirchen)
4. Uwe Matuszak (Krefeld)
5. Manuel Orttmann (Neustadt/Orla)
6. Christian Pöther (Dortmund)
7. Arnd Riedel (Wedel)
8. Dieter Steinberger (Kempten)

## Turnierverlauf

### Gruppenphase
| MP    | Match Points (Sieger = 2; Unentschieden = 1; Verlierer = 0) |
| Pkte. | Erzielte Karambolagen                                       |
| Aufn. | Benötigte Versuche                                          |
| GD    | Generaldurchschnitt                                         |
| BED   | Bester Einzeldurchschnitt eines Spielers                    |
| HS    | Höchstserie                                                 |
|       | Bester GD des Turniers                                      |
|       | Bester ED des Turniers                                      |
|       | Beste HS des Turniers                                       |
|       | 1. Platz (Gold)                                             |
|       | 2. Platz (Silber)                                           |
|       | 3. Platz (Bronze)                                           |

| Platz                      | Name             | MP  | Pkte. | Aufn. | GD     | BED    | HS  |
| -------------------------- | ---------------- | --- | ----- | ----- | ------ | ------ | --- |
| 1                          | Sven Daske       | 5:1 | 900   | 7     | 128,57 | 300,00 | 300 |
| 2                          | Thomas Berger    | 3:3 | 602   | 10    | 60,20  | 300,00 | 300 |
| 3                          | Manuel Orttmann  | 2:4 | 831   | 18    | 46,16  | 150,00 | 246 |
| 4                          | Christian Pöther | 2:4 | 318   | 13    | 24,46  | 33,33  | 240 |
| Gruppendurchschnitt: 55,22 |                  |     |       |       |        |        |     |

| Platz                      | Name               | MP  | Pkte. | Aufn. | GD    | BED    | HS  |
| -------------------------- | ------------------ | --- | ----- | ----- | ----- | ------ | --- |
| 1                          | Dieter Steinberger | 4:2 | 899   | 16    | 56,18 | 60,00  | 240 |
| 2                          | Uwe Matuszak       | 4:2 | 675   | 24    | 28,12 | 60,00  | 274 |
| 3                          | Christian Jansen   | 2:4 | 442   | 17    | 26,00 | 42,85  | 270 |
| 4                          | Arnd Riedel        | 2:4 | 342   | 21    | 16,28 | 100,00 | 215 |
| Gruppendurchschnitt: 30,23 |                    |     |       |       |       |        |     |

### Finalrunde
| 1. Halbfinale      |     |     |   |        |        |     |
| Sven Daske         | 2:0 | 300 | 1 | 300,00 | 300,00 | 300 |
| Uwe Matuszak       | 0:2 | 1   | 1 | 1,00   | –      | 1   |
| 2. Halbfinale      |     |     |   |        |        |     |
| Dieter Steinberger | 0:2 | 117 | 6 | 19,50  | –      | 87  |
| Thomas Berger      | 2:0 | 300 | 6 | 50,00  | 50,00  | 164 |

| Finale        |     |     |   |        |        |     |
| Sven Daske    | 2:0 | 300 | 2 | 150,00 | 150,00 | 299 |
| Thomas Berger | 0:2 | 0   | 2 | –      | 0,00   | 0   |

## Abschlusstabelle
| MP    | Match Punkte (Sieger = 2; Unentschieden = 1; Verlierer = 0) |
| SV    | Satzverhältnis (nur bei Turnieren im Satzsystem)            |
| Pkte. | Erzielte Karambolagen                                       |
| Aufn. | benötigte Aufnahmen                                         |
| GD    | Generaldurchschnitt                                         |
| MGD   | Mannschafts-Generaldurchschnitt                             |
| BED   | Bester Einzeldurchschnitt eines Spielers                    |
| BEMD  | Bester Einzeldurchschnitt einer Mannschaft                  |
| BSD   | Bester Satzdurchschnitt eines Spielers                      |
| HS    | Höchstserie                                                 |
| WRP   | Weltranglistenpunkte                                        |

| Klassement                 | Klassement | Klassement         | Klassement | Klassement | Klassement | Klassement | Klassement | Klassement | Klassement |
| Phase                      | Platz      | Name               | MP         | Pkt.       | Aufn.      | GD         | BED        | HS         |            |
| -------------------------- | ---------- | ------------------ | ---------- | ---------- | ---------- | ---------- | ---------- | ---------- | ---------- |
| Finale                     | 1          | Sven Daske         | 10:0       | 1500       | 10         | 150,00     | 300,00     | 300        |            |
| Finale                     | 2          | Thomas Berger      | 5:5        | 902        | 18         | 50,11      | 300,00     | 300        |            |
| Halb- finale               | 3          | Dieter Steinberger | 4:4        | 1016       | 22         | 46,18      | 60,00      | 240        |            |
| Halb- finale               | 3          | Uwe Matuszak       | 4:4        | 676        | 25         | 27,04      | 60,00      | 274        |            |
| Gruppen- phase             | 5          | Manuel Orttmann    | 2:4        | 831        | 18         | 46,16      | 150,00     | 246        |            |
| Gruppen- phase             | 6          | Christian Jansen   | 2:4        | 442        | 17         | 26,00      | 42,85      | 270        |            |
| Gruppen- phase             | 7          | Christian Pöther   | 2:4        | 318        | 13         | 24,46      | 33,33      | 240        |            |
| Gruppen- phase             | 8          | Arnd Riedel        | 2:4        | 342        | 21         | 16,28      | 100,00     | 215        |            |
| Turnierdurchschnitt: 41,85 |            |                    |            |            |            |            |            |            |            |